# Lázaros Koundouriótis
Pour les articles homonymes, voir Koundouriotis.
Lázaros Koundouriótis (en grec moderne : Λάζαρος Κουντουριώτης ; 1769–1852), armateur originaire d'Hydra et frère de Geórgios Koundouriótis, fut un héros de la guerre d'indépendance grecque.
Il aurait dépensé pour subventionner les combats pour l'indépendance 2 millions de Francs-or.
Il fut nommé au Sénat du royaume de Grèce en juin 1844.

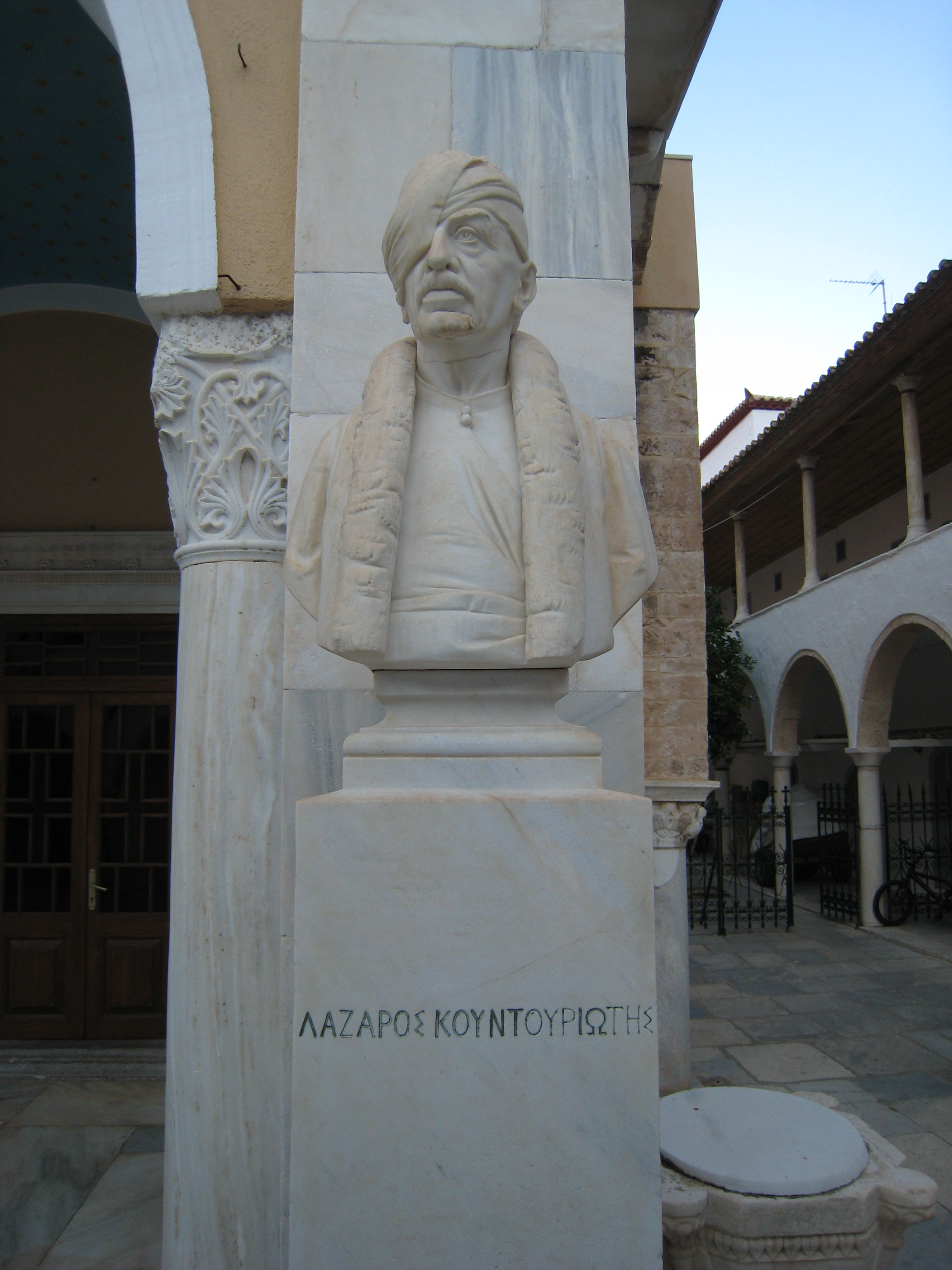
Buste de Lázaros Koundouriótis à Hydra, devant l'église.